# آرون كلوغ
أرون كلوغ (Aaron Klug) هو كيميائي بريطاني من أصل ليتواني ولد في 11 أغسطس 1926 بلتوانيا.
انتقل منذ صغر سنه للعيش في دربان بجنوب أفريقيا ودرس في جامعة ويتوترسرند في جوهانسبرغ ودرس علم البلورات في جامعة كيب تاون. انتقل بعد ذلك إلى معهد ترينتي بكامبردج حيث تحصل على الدكتوراه سنة 1953. عمل مع روزاليند فرانكلين في مختبر جون برنل واهتما بالفيروسات واكتشفا تكوينات عدد منها.

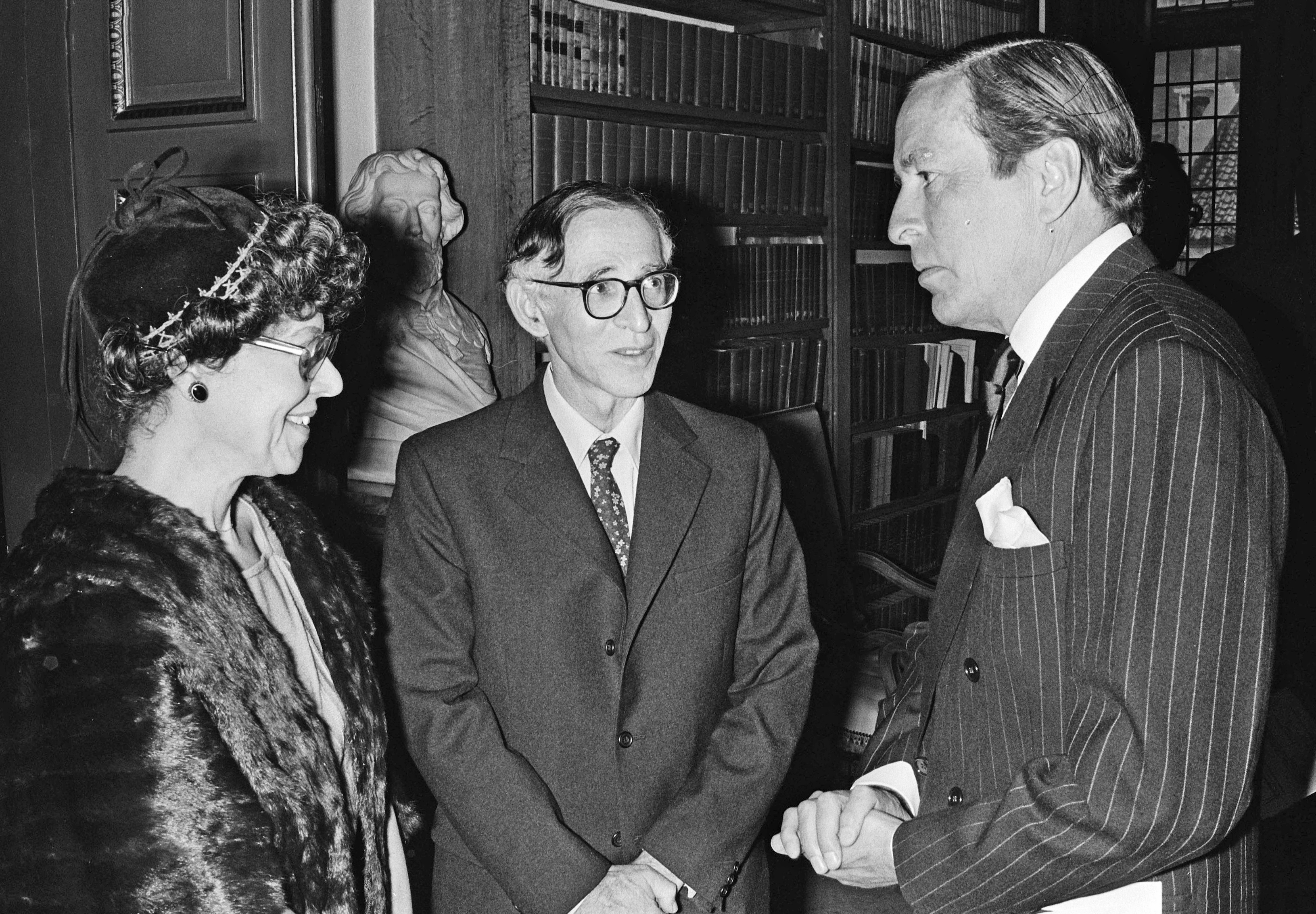
من اليمين إلى اليسار: أمير هولندا كلاوس، آرون كلوغ وزوجته ليبي بوبرو، 1979

تحصل على جائزة نوبل في الكيمياء لسنة 1982 وعلى وسام كوبلاي سنة 1985. أدار بين 1986 و1996 مختبر الأحياء الذرية في كامبردج وترأس المجتمع العلمي بين 1995 و2000.

## روابط خارجية
- آرون كلوغ على موقع الموسوعة البريطانية (الإنجليزية)
- آرون كلوغ على موقع مونزينجر (الألمانية)
- آرون كلوغ على موقع إن إن دي بي (الإنجليزية)